# Albert Raty
Albert Raty, né à Bouillon le 17 août 1889 et mort à Vresse-sur-Semois le 17 mai 1970, est un peintre belge.

## Biographie
Né sourd et muet, Albert Raty quitte Bouillon et son Ardenne natale pour être envoyé à l'âge de cinq ans à l'institut des sourds et muets de Bruxelles. C'est là qu'il prend conscience de son potentiel artistique. Il poursuit dès lors ses études artistiques à l'académie Ernest Blanc-Garin à Bruxelles puis à l'Académie de la Grande Chaumière à Paris chez Lucien Simon.
Après avoir peint en France (surtout en Bretagne et en Aveyron), il regagne l'Ardenne belge et plus particulièrement la vallée de la Semois où il fixe sur ses toiles la vie rurale et les paysages ardennais. Il est aussi un portraitiste renommé.

## Dans les collections muséales
- Vresse-sur-Semois : le centre culturel, possède quelque deux cents œuvres du peintre ;
- Bouillon : Musée ducal ;
- Arlon, musée Gaspar, Collection de l'Institut archéologique du Luxembourg, huiles sur toiles, aquarelles[1].